# Niğde (provincie)
Niğde is een provincie in Turkije. De provincie is 7312 km² groot en heeft 331.677 inwoners (2007). De hoofdstad heet eveneens Niğde. 

## Bevolking
Niğde is een van de kinderrijkste plaatsen in Centraal-Anatolië. Het vruchtbaarheidscijfer bedraagt in 2009 ongeveer 2,4 kinderen per vrouw (de afgelopen jaren is het aantal kinderen gedaald en bedraagt 2,2 kinderen per vrouw in 2016). Ongeveer 26% is jonger dan 15, 65% tussen de 15 en 64 jaar en 9% is 65 jaar of ouder.
De bevolkingsontwikkeling sinds 1965 ziet er als volgt uit:
| 1965    | 1970    | 1975    | 1980    | 1985    | 1990    | 2000    | 2007    | 2016    |
| ------- | ------- | ------- | ------- | ------- | ------- | ------- | ------- | ------- |
| 362.444 | 408.441 | 463.121 | 512.071 | 560.386 | 305.861 | 348.081 | 331.677 | 351.468 |

De enorme daling in de periode 1985-1990 is het gevolg van het ontstaan van de provincie Aksaray in 1989 (deels ontstaan uit grondgebied van provincie Niğde en deels uit de grondgebied van provincie Konya).

## Bestuurlijke indeling

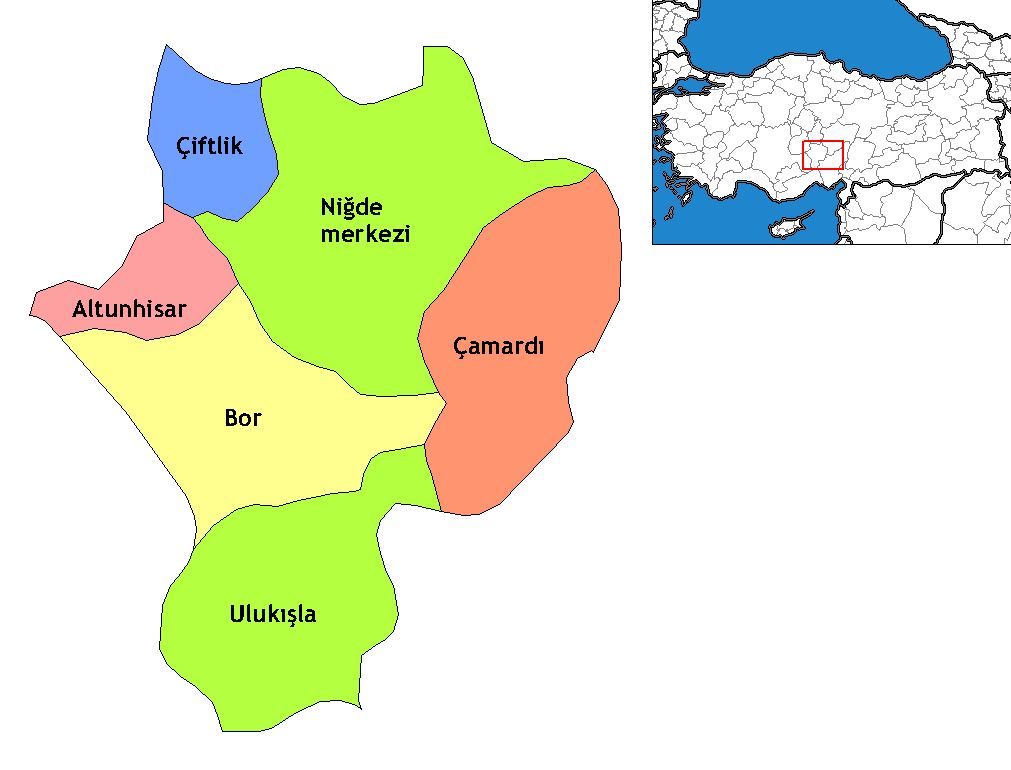
Districten van Niğde

### Districten
| - Altunhisar - Bor - Çamardı | - Çiftlik - Niğde - Ulukışla |